# Animated Antics
Animated Antics (bufonadas, travesuras animadas) es una serie estadounidense de cortos animados producida por Estudios Fleischer entre 1940 y 1941, y distribuida por Paramount Pictures.
La serie consta de once cortos, todos ellos en blanco y negro y con una duración inferior a siete minutos. Cinco de los cortos son spin-off de Gulliver's Travels. En dos de estos, los personajes son los espías Sneak, Snoop y Snitch, y en los otros tres, la paloma mensajera Twinkletoes. Al igual que en la película, a todos estos personajes les pone voz Jack Mercer.

## Filmografía

### 1940
| Título                   | Fecha de estreno |
| ------------------------ | ---------------- |
| The Dandy Lion           | 20 de septiembre |
| Sneak, Snoop and Snitch  | 25 de octubre    |
| Mommy Loves Puppy        | 29 de noviembre  |
| Bring Himself Back Alive | 20 de diciembre  |

### 1941
| Título                                    | Fecha de estreno |
| ----------------------------------------- | ---------------- |
| Zero the Hound                            | 14 de febrero    |
| Twinkletoes in Gets the Bird              | 14 de marzo      |
| Sneak, Snoop and Snitch in Triple Trouble | 9 de mayo        |
| Twinkletoes: Where He Goes - Nobody Knows | 27 de junio      |
| Copy Cat                                  | 18 de julio      |
| The Wizard of Arts                        | 8 de agosto      |
| Twinkletoes in Hat Stuff                  | 29 de agosto     |